# 雷德布什 (肯塔基州約翰遜縣)
雷德布什（英語：Redbush）是位於美國肯塔基州約翰遜縣的一個非建制地區。

## 地理
雷德布什所處的海拔為高於海平面263米（即863英呎），而該地所採用的時區為UTC-5，即北美東部時區（EST）。同時該地設有夏令時間，為UTC-5調快一小時，即UTC-4（EDT）。